# Judith Varga
Judith Varga (Hungría, 16 de abril de 1976) es una atleta húngara retirada especializada en la prueba de 800 m, en la que consiguió ser medallista de bronce europea en pista cubierta en 1998.

## Carrera deportiva
En el Campeonato Europeo de Atletismo en Pista Cubierta de 1998 ganó la medalla de bronce en los 800 metros, con un tiempo de 2:03.81 segundos, tras la checa Ludmila Formanová (oro con 2:02.30 segundos) y la sueca Malin Ewerlöf.